# Юсуф, Альхассан
Альхассан Юсуф Абдуллахи (англ. Alhassan Yusuf Abdullahi; род. 18 июля 2000, Кано) — нигерийский футболист, полузащитник клуба «Нью-Инглэнд Революшн» и сборной Нигерии.

## Клубная карьера
Футболом начинал заниматься в Нигерии в клубе «Хартс» из Абуджи и академии «Тики-Така». Летом 2018 года проходил сборы с «Гётеборгом», с которым в результате подписал контракт. Срок соглашения рассчитан на год с возможностью продления ещё на два года. 23 октября сыграл первую игру за основной состав в кубковом матче против «Торнса», выйдя на поле на 80-й минуте вместо Амина Аффана. 22 октября в гостевой встрече с «Броммапойкарной» дебютировал в чемпионате Швеции, появившись на поле в конце матча вместо грузинского нападающего Георгия Хараишвили.
Со следующего сезона нигериец стал игроком основного состава, приняв участие в 26 матчах чемпионата из 30, при этом в 24 играх он выходил в стартовом составе. 2 ноября 2019 года забил свои первые голы в профессиональной карьере. В матче последнего тура с «Эстерсундом» Юсуф оформил дубль, поучаствовав в разгроме соперника и установив окончательный счет 7:1. В кубке Швеции «Гётеборг» дошёл до финала и стал победителем турнира. В финальном матче с «Мальмё» Альхассан вышел в стартовом составе и провёл на поле все 120 минут, включая основное и дополнительное время.
16 июля 2021 года Юсуф перешёл в клуб чемпионата Бельгии «Антверпен», подписав контракт на четыре сезона.
12 августа 2024 года Юсуф перешёл в клуб MLS «Нью-Инглэнд Революшн», подписав контракт до конца сезона 2027 с клубной опцией продления на сезон 2028. По сообщениям, стоимость трансфера составила около 2 млн долларов. В американской лиге он дебютировал 14 сентября в матче против «Орландо Сити», выйдя на замену во втором тайме.

## Достижения
«Гётеборг»
- Обладатель Кубка Швеции: 2019/20

«Антверпен»
- Чемпион Бельгии: 2022/23
- Обладатель Кубка Бельгии: 2022/23

## Клубная статистика
| Выступление          | Выступление      | Выступление      | Лига | Лига | Кубки | Кубки | Конт. кубки | Конт. кубки | Итого | Итого |
| Клуб                 | Лига             | Сезон            | Игры | Голы | Игры  | Голы  | Игры        | Голы        | Игры  | Голы  |
| -------------------- | ---------------- | ---------------- | ---- | ---- | ----- | ----- | ----------- | ----------- | ----- | ----- |
| Гётеборг             | Аллсвенскан      | 2018             | 1    | 0    | 1     | 0     | 0           | 0           | 2     | 0     |
| Гётеборг             | Аллсвенскан      | 2019             | 26   | 2    | 2     | 0     | 0           | 0           | 28    | 2     |
| Гётеборг             | Аллсвенскан      | 2020             | 29   | 0    | 6     | 0     | 1           | 0           | 36    | 0     |
| Гётеборг             | Аллсвенскан      | 2021             | 10   | 0    | 3     | 0     | 0           | 0           | 13    | 0     |
| Гётеборг             | Итого            | Итого            | 66   | 2    | 12    | 0     | 1           | 0           | 79    | 2     |
| Антверпен            | Про-лига         | 2021/22          | 32   | 3    | 1     | 0     | 6           | 0           | 39    | 3     |
| Антверпен            | Про-лига         | 2022/23          | 27   | 0    | 1     | 0     | 6           | 0           | 34    | 0     |
| Антверпен            | Про-лига         | 2023/24          | 30   | 0    | 5     | 0     | 7           | 1           | 42    | 1     |
| Антверпен            | Про-лига         | 2024/25          | 1    | 0    | 0     | 0     | 0           | 0           | 1     | 0     |
| Антверпен            | Итого            | Итого            | 90   | 3    | 7     | 0     | 19          | 1           | 116   | 4     |
| Янг Редс             | Дивизион 1       | 2022/23          | 2    | 0    | 0     | 0     | 0           | 0           | 2     | 0     |
| Янг Редс             | Итого            | Итого            | 2    | 0    | 0     | 0     | 0           | 0           | 2     | 0     |
| Нью-Инглэнд Революшн | MLS              | 2024             | 1    | 0    | 0     | 0     | 0           | 0           | 1     | 0     |
| Нью-Инглэнд Революшн | Итого            | Итого            | 1    | 0    | 0     | 0     | 0           | 0           | 1     | 0     |
| Всего за карьеру     | Всего за карьеру | Всего за карьеру | 159  | 5    | 19    | 0     | 20          | 1           | 198   | 6     |